# Campanula occidentalis
Campanula occidentalis är en klockväxtart som beskrevs av Y.Nyman. Campanula occidentalis ingår i släktet blåklockor, och familjen klockväxter. Inga underarter finns listade i Catalogue of Life.